# Dopravní řád drah
Dopravní řád drah je v české legislativě prováděcí předpis k zákonu o drahách, který upravuje pravidla provozování drah a provozování drážní dopravy. 

## Historie
Dopravní řád drah vyšel pod číslem 173/1995 Sb., společně se Stavebním a technickým řádem drah 177/1995 Sb., jako prováděcí předpis k zákonu o drahách 266/1994 Sb. Vztahuje se na všechny druhy drah, které spadají pod regulaci drážním zákonem, tj. dráhy železniční, tramvajové, trolejbusové a lanové, nevztahuje se na dráhy důlní a průmyslové. 
V době platnosti předchozího drážního zákona byla jako technické prováděcí předpisy vydávána formou výnosů českého a později federálního ministerstva dopravy pravidla technického provozu pro jednotlivé typy drah, například pravidla technického provozu železnic, pravidla technického provozu vleček, pravidla techického provozu městských drah, pravidla technického provozu metra, pravidla technického provozu lanových drah, pravidla technického provozu pro důlní dráhy povrchových hnědouhelných dolů. Většina těchto předpisů byla zrušena zrušovacím ustanovením ve vyhlášce o stavebním a technickém řádu drah. 
Zatímco zákon o dráhách č. 266/1994 Sb. byl účinný od 1. ledna 1995, obě prováděcí vyhlášky byly vydány ze zpožděním a nabyly účinnosti až 1. prosince 1995. 

## Obsah
Vyhláška v první části zavádí pro svoji působnost obsáhlou oborovou terminologii nad rámec terminologie dané přímo drážním zákonem. Definuje pojmy dopravna, stanice, trať, zastávka, drážní vozidlo, hnací drážní vozidlo, řídicí vůz, speciální vozidlo, vedoucí drážní vozidlo, typ drážního vozidla, vlaková cesta, jízda podle rozhledových poměrů, posun, doprovod vlaku, odborně způsobilá osoba, mimořádná událost, tabulka traťových poměrů, hlavní návěstidlo, obvod výhybek přilehlých k hlavnímu návěstidlu, vyloučená kolej, prostorový oddíl, snížená viditelnost. 
Druhá část upravuje provozování dráhy, a to zvlášť pro dráhu celostátní a regionální, pro vlečku, pro dráhu speciální (metro), společně pro dráhu tramvajovou a trolejbusovou, a zvlášť pro dráhu lanovou. Hlava věnovaná celostátním a regionálním drahám se zabývá řízením drážní dopravy, sledováním drážního vozidla a sledováním dopravní propustnosti dráhy. Jsou vymezeny návěstní soustavy, přičemž základní návěsti stanoví přímo dopravní řád drah, další návěsti může stanovit příslušný provozovatel dráhy provozním předpisem. Příloha č. 1 stanoví základní návěsti odděleně pro různé kategorie drah v obdobném členění jako text vyhlášky. 
Třetí část stanoví pravidla provozování drážní dopravy, tedy pro použití a řízení drážního vozidla, sestavení a brzdění vlaku, doprovod vlaku a označování drážních vozidel návěstmi. V této části jsou vlečky pojednány společně s drahami celostátními a regionálními. Příloha č. 2 obsahuje tabulky brzdicích procent a hodnoty korekčního součinitele κ.  
Čtvrtá část stanoví způsob zpracování, obsah a způsob zveřejňování jízdních řádů, a to v první hlavě jízdních řádů veřejné osobní dopravy na dráze celostátní a regionální, v druhé hlavě jízdních řádů dráhy speciální, tramvajové, trolejbusové a lanové. Stanoví jejich předávání do Celostátního informačního systému o jízdních řádech. 
Pátá část se týká požadavků na drážní vozidla, jejich schvalování a technických kontrol. Příloha č. 3 obsahuje požadavky na drážní vozidla, příloha č. 4 obsah technických podmínek pro drážní vozidla, příloha č. 5 časové nebo kilometrické intervaly pro pravidelné technické kontroly, příloha č. 6 rozsah technické kontroly vozidel, příloha č. 7 mezní hodnoty rozměrů dvojkolí drážního vozidla dráhy tramvajové. 
V závěrečné, šesté části jsou některá společná ustanovení týkající se znalosti a intepretace návěstí, komunikace mezi provozovatelem dráhy a dopravcem, resp. osobami řídícími drážní vozidla, včetně radiotelefonního spojení. Dále dopravní řád drah stanoví, že pohyb drážních vozidel se řídí jednotným časem s časovým rozdělením od 0 do 24 hodin, přičemž základním časem je čas středoevropský, v době stanovené nařízením vlády letní čas. Dále je zde upraven styk vzájemně zaústěných drah, zajišťování bezpečnosti cestujících, informační systémy pro veřejnost, opatření při nehodách a mimořádných událostech, podmínky pro zajišťování první pomoci. 
Příloha č. 8 obsahuje vzor licence k provozování drážní dopravy na dráze místní, speciální, tramvajové, trolejbusové nebo vlečce.   